# Distretto di Lel'čycy
Il distretto di Lel'čycy (in bielorusso Лельчыцкі раён?) è un distretto (raën) della Bielorussia appartenente alla regione di Homel'.